# Langen (brandenburgisch-schlesisches Adelsgeschlecht)

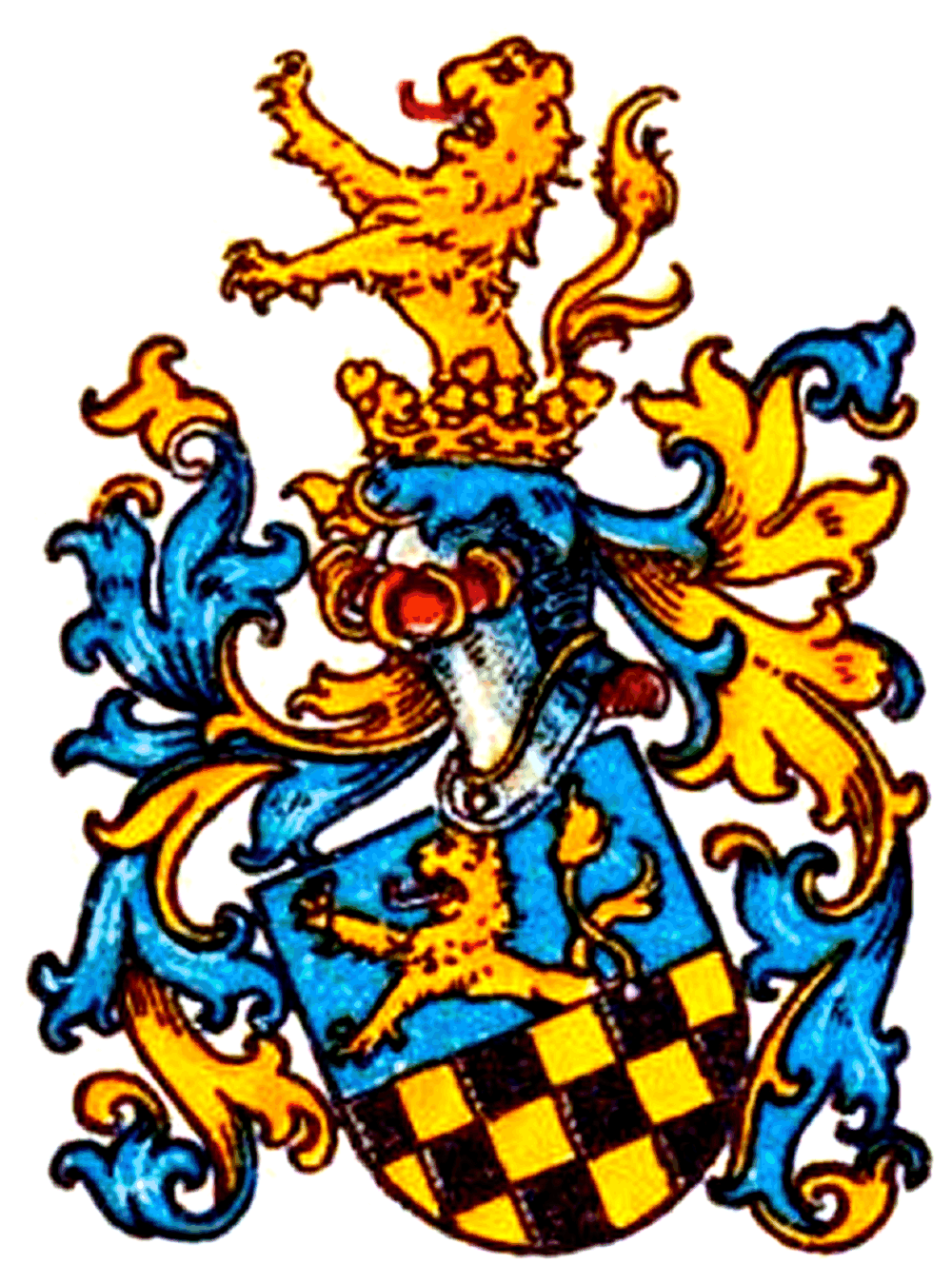
Stammwappen derer von Langen (Lausitz)

Von Langen oder Langenn ist der Name eines Geschlechts aus Brandenburg und Schlesien, das zum Lausitzer Uradel gehört. Namensänderungen traten durch die Annahme des Namens des Gutssitzes oder durch familiäre Bindungen mit Wappenvermehrung auf.

## Geschichte
Bereits 1315 waren die von Langen zu Krimnitz, Leipe, Stennewitz, Zerkwitz, Stollhof und Lübbenau, sowie zu Lehde und Groß Wasserburg (ehemals zur Herrschaft Storkow gehörig) begütert. Das Geschlecht erscheint urkundlich erstmals am 29. September 1315 mit Bodo von Langenn in Lübbenau. Bodo (Botho) von Ileburg verkaufte Christian und dessen Söhnen Christian und Thilemann das Schloss Lübben, die Stadt Lübben und die dazugehörigen Dörfer. „Kristano milti dicto longo seniori suisque filiis Thylemanno et Kristano.“ Im Jahre 1328 war Gunthero von Langen im Besitz von Pretschen. Aus dieser Linie ging in der zweiten Hälfte des 14. Jahrhunderts die Familie Langen von Münchehofe hervor, wo die Stammreihe um 1390 mit Hasse von Langenn beginnt.
Nachfolgend bilden sich zwei große Linien, mit jeweils zwei Zweigen, heraus. Otto auf Wasserburg und Andreas auf Münchehofe (1600–1630) und Krausnick. Ein genealogischer Zweig von da geht über Adam Heinrich (1677–1740) auf Alt-Golßen und ist einige Generationen nicht weiter nachweisbar. Dagegen ist der erste Zweig über Moritz Sigismund (1698–1739) auf Hermsdorf und Kittlitz bei Lübbenau einige Jahrhunderte Gutsbesitzer in Kittlitz. Die Brüder Siegismund Friedrich und Christian August von Langenn-Kittlitz gehen 1768 auf die Königliche Landesschule zu Grimma. Ein Friedrich Wilhelm Ernst von Langenn war Hauptmann a. D. und Herr auf Kittlitz bei Lübbenau, wurde 1829 Ehrenritter des Johanniterordens. Kittlitz mit Klein-Klessow blieb nach dem erstmals 1879 veröffentlichten Generaladressbuch der Rittergutsbesitzer in Preußen einige Zeit im Eigentum der Familie. Der Besitz umfasste 649,51 ha. Das Rittergut wurde nicht immer selbst betreut, es war auch mal verpachtet. Die Söhne Fritz und Gustav gingen als Zöglinge auf die Ritterakademie in Brandenburg auf der dortigen Dominsel. 1914 ist Fritz von Langenn Gutseigentümer auf Kittlitz. Kittlitz scheint also jenes Rittergut zu sein, welches das Geschlecht nach heutigem Wissensstand am längsten besaß.
Ein früher in Schlesien vorgekommenes Adelsgeschlecht, Edle von Langen, welches das freiherrliche Prädikat führte, familiäre Linien in der Niederlausitz und in der Mark Brandenburg ansässig. 1390 ist I.) Hasse von Langenn, Stammvater der Linie, begütert zu Münchehofe, daher den Namen führend, auch Münchhoff, Münchenhoff, Münchhofen oder Münchhöfe.
Das eigentliche alte Stammgut Münchehofe konnte der letzte Besitzer Hans Ernst von Langen nicht halten, im Jahre 1692 wurde es aufgegeben. In der weiteren Niederlausitz erwarb die Familie immer wieder neue Güter, die Nachfahren konnten aber diese Besitzungen keinen längeren Zeitraum verwalten. Mit Wildenow kam 1851 noch eine Besitz (Langenn-Steinkeller) in Ostbrandenburg hinzu.
Im Jahre 1733 erhielt Christian Andreas Langenn, kursächsischer Oberstleutnant, unter Bestätigung des alten Adels seiner Familie und des Wappens derselben, den Reichsadelsstand. Auch seine Nachkommen hatten hohe Stellungen im Staats-, Hof- und Militärdienst.
Bis in das 20. Jahrhundert finden wir Mitglieder der weit verzweigten Familie von Langen(n) und von Langenn-Steinkeller im brandenburgischen Grundbesitz und beim preußischen Militär.

## Wappen
Das geteilte Wappen zeigt oben in Blau einen aufwachsenden, goldenen Löwen, unten von Gold und Schwarz geschacht. Auf dem Helm mit blau-goldenen Decken der Löwe wachsend.

## Namensträger von Langenn
- Friedrich Wilhelm Ernst von Langenn (* 3. Februar 1782; † 25. Februar 1860), Hauptmann, Herr auf Kittlitz und Klein Klessow bei Lübbenau
- Christian August von Langenn (* 1771; † 1833), Stiftsmerseburgischer Regierungsrat[11]
  - Friedrich Albert von Langenn (* 26. Januar 1798 in Merseburg; † 30. Dezember 1868 in Dresden), Jurist und Historiker
  - Benno von Langenn (* 1802; † 1859), sächs. Kammerjunker, Herr[12] auf Egsdorf
- Rudolph von Langenn († 1867),[13] königlich sächsischer Kammerherr, Hofmarschall der Königin-Witwe Maria von Sachsen, Träger des Großkreuz des Verdienstorden vom heiligen Michael[14]
- Friedrich-Viktor von Langenn (* 16. September 1891 in Ludwigslust; † 7. Mai 1942 Berlin), 1924 Ehrenritter des Johanniterordens, Gutsbesitzer Zweilinden, Ostbrandenburg[15]

## Stammreihe von Langenn
1.) Hans Langinim (Langen) saß 1464 zu Münchehofe
1.) Anton (Anthonius) von Langen war gemeinsam mit seinem Bruder 1507 Herr zu Münchehofe und Gut Krausnick mit Wasserburg.
2.) Nickel von Langen war gemeinsam mit seinem Bruder 1507 Herr zu Münchehofe und Gut Krausnick mit Wasserburg.
1.) Georg von Langen folgte im Jahre 1518
1.) Georg von Langenn auf Münchehofe (* 22. Januar 1534) und Agathe von Loeser aus dem Hause Ahlsdorf im ehemaligen Kurkreis
1.) Nickel (Nikolaus) von Langen (Langenn), im Jahre 1583 Herr auf Münchehofe, verehelicht mit Anna von Schlieben und Dammendorff
1.) Georg von Langen (Langenn) auf Neuendorf am See († 1607) 1607 ist selig entschlafen der Brandenburgische Rath und Hof…Marschalk auf (Ne)wendorf erbsessen seines Alters.
2.) Georg von Lange auf Münchehofe begleitet am Sarg des Markgrafen Johann die Beisetzung am 1. Februar 1571
1.) Nickel (Nicol, Nikolaus) von Langenn (Lange) und Münchehofe († 1599) verheiratet mit Elisabeth von Bünau. Sein Epitaph befindet sich an der Kirche von Münchehofe: „Anno 1599 Jahre ist in Gott entschlafen der edle gestrenge ehrenwerte Herr Nickel von Langen auf Monchehofe… Chur und fürstlicher Brandenburgischer Rittmeister und Rath“
1.) Andreas von Lange und Münchehofe verheiratet mit Anna Margaretha von Stockheim
1.) Moritz Ernst von Lange, verheiratet mit Anna von Zabeltitz, Herr auf Münchofen
1. Hans Ernst, Herr auf Hermsdorf; ehelicht Anna Sophie von Maltitz
1. Moritz Sigismund (* 1698; † 1739), auf Hermsdorf, auf Kittlitz; verheiratet mit Elisabeth von Oppen
1. Friedrich Moritz Sigismund (* 1721; † 1763), auf Kittlitz, auf Hermsdorf, vermählt mit Christiane von Schlichting
1. Friedrich Moritz Sigismund (* 1749; † 1816), auf Kittlitz, vermählt mit Christine Ernestine von Steinkeller-Krügersdorf (* 1754; † 1817)
1. Friedrich Wilhelm Ernst (* 1782 † 1860), auf Kittlitz, Hauptmann, verheiratet mit Henriette von Braun (* 1791; † 1858)
1. Gustav (* 1814; † 1890), Oberst, auf Kittlitz, vermählt mit Marie von Watzdorf(f); wieder vermählt mit Major Leopold Graf Kleist-Zützen
2. Adam Heinrich (* 1677; † 1740), auf Alt-Golsow (Alt-Golßen); 1. Ehrentraut von Stutterheim; 2. Johanna von Burgsdorff
1. Gottlob Erdmann von Langenn
2. Ernst Friedrich von Langenn, auf Alt-Golßen
2.) Nickel (Nicol, Nikolaus) von Langenn und Münchehofe († 1634) verheiratet mit Marianne von Zabeltitz aus dem Hause Ilmersdorf bei Calau
1.) Margarethe von Lange und Münchehofe verheiratet mit dem königlich schwedischen General Friedrich von Zabeltitz († vor 1652), Gouverneur von Westphalen im Jahre 1642
1.) Christoph Sigismund von Zabeltitz auf Topper (* 4. Juni 1640; † 1658)
2.) Christine von Zabeltitz
2.) von Lange und Münchehofe verheiratet mit dem königlich schwedischen Reichs-Feldzeugmeister Arswed Wieberg von Doebern
3.) von Lange und Münchehofe verheiratet mit einem Oberstleutnant von Rosenburg
4.) Moritz Ernst von Langenn verheiratet mit Elisabeth von Eickstedt (* 1574; † 2. Mai 1646)
1.) Georg von Langenn
2.) Andreas von Langenn
3.) Ernst von Langenn
4.) Elisabeth Sophie (Söffey) von Lange (* 1600; † 1688 in Stülpe), verehelicht mit Oberst Hans XIV. von Rochow-Plessow (* 18. August 1596 in Zinna; † 16. September 1660 in Stülpe), kurbrandenburgischer Obrist, Hauptmann von Lehnin, Herr auf Plessow und Stülpe. Im Jahre 1649 gehörte ihm das Gut Zolchow, er hatte Pfandbesitz an Derwitz, nach seinem Tod wurde Hans beigesetzt im Erbbegräbnis in der Kirche zu Plessow. An der Kirche befindet sich sein Epitaph aus Sandstein von 1660, welches ihn in Rüstung zeigt. Elisabeth verbrachte die Witwenschaft nicht auf Zolchow, sondern bei ihrem jüngsten Sohn Friedrich Wilhelm in Stülpe, beigesetzt wurde sie ebenfalls in Plessow.
1.) Hyppollita Elisabeth von Rochow (* 1632; † vor 1652), verehelicht mit Oberst Botho Gottfried von Hacke auf Groß Kreutz, starb sie im Jahr nach der Eheschließung.
2.) Hans Ernst von Rochow (* 1633; † 22. Oktober 1686 Plessow), Herr auf Plessow, kurfürstlicher Kammerjunker und Commissarius des Zauchischen Kreises. Er war studiert, mehrsprachig und vielseitig ausgebildet, zu seinen Gütern gehörten neben Plessow, Zolchow auch Bliesendorf, Kammerode, Ferch, Wildenbruch, Klaistow, halb Kanin, Vorwerk Resau und kurz Kemnitz. Ehefrau, Luise von Hacke (* 2. Januar 1654 Berge; † 11. Januar 1694 Plessow).
1.) Hans Wilhelm I. (* 14. September 1672; † 10. Oktober 1730), verehelicht mit Sophie Catharina von Arnim (* 12. Januar 1672; † 28. Mai 1751 Plessow)
2.) Johanna Catharina von Rochow aus dem Hause Plessow (* 10. Juni 1717; † 1. April 1740), sie heiratete ihren Cousin Adam Ernst II. von Rochow (1705–1759)
2.) Leutnant Adam Ernst I. von Rochow (* 25. August 1676 in Plessow; † 7. Mai 1705 in Stülpe), Herr auf Stülpe, Commissarius des Luckenwaldeschen Kreises. Verehelicht mit Christiane Charlotte von Eimbeck (* 11. Januar 1683 zu Magdeburg; † 6. März 1741, beigesetzt zu Lindenberg)
1.) Adam Ernst II. (* 31. Oktober 1705 auf Zolchow; † 22. Juni 1759 in Zinna, beigesetzt in Stülpe), Erbauer des neuen Schlosses zu Stülpe, Herr auf Stülpe, Holbeck, Schmielkendorf und halb Riesdorf. Landrat des Kreises Luckenwalde, verehelicht mit (I) seiner Cousine Johanna Catharina von Rochow aus dem Hause Plessow (* 10. Juni 1717; † 1. April 1740), vermählt mit (II) Christiane Luise von Thümen (* 21. März 1721; † 28. Dezember 1745 in Stülpe) aus dem Hause Blankensee. Er ehelichte (III) Juliane Eleonore von Voß-Gievitz (* 15. März 1734 in Strelitz; † 6. November 1806 in Berlin)
1.) (II) Friedrich Ludwig von Rochow (* 16. Juni 1745 auf Stülpe; † 13. September 1808 auf Plessow), königlich preußischer Kammerherr und Gutsbesitzer. Erbauer des neuen Gutshauses zu Plessow.
2.) (III) Adolf Friedrich von Rochow auf Stülpe (* 2. Dezember 1758 in Neustrelitz; † 9. Februar 1813 in Berlin), königlich preußischer Kammerherr und Gutsbesitzer.
3.) Barbara Sabina von Rochow (* 9. Januar 1635 (?) in Plessow; † 18. August 1679 in Groß-Kreutz) ehelichte am 1. Januar 1652 in Lehnin ihren Schwager, den Witwer Botho Gottfried von Hacke auf Groß Kreutz († 22. April 1668 in Groß-Kreutz)
4.) Anna Sophie von Rochow († vor 1660), sie starb jung und vor dem Vater
5.) Georg Dietrich von Rochow (* 1647; † vor 1660) studierte an der Universität Wittenberg
6.) Friedrich Wilhelm I. von Rochow (* 17. August 1642 zu Plessow; † 14. Mai 1701 zu Stülpe)
5.) Margarethe von Langenn († nach 18. März 1671) verheiratet mit Nickel Friedrich von Stutterheim (* um 1622; † 19. Mai 1670)
2.) Otto von Langenn, † 1639, Herr auf Wasserburg
3.) Heinrich Ernst von Langenn († vor 10. Januar 1662), auf Wasserburg, verheiratet mit Anna Sybilla von Stutterheim aus dem Hause Golßen
1.) Otto Joachim von Langenn (* 1684; † 16. Mai 1717), Herr auf Wasserburg und Birkholz, verheiratet mit (I) Christine Dorothea von Stutterheim aus dem Hause Kreblitz, in weiterer Ehe mit (II) Eva Margarethe von Stutterheim
1) (I) Charlotte Dorothea von Langenn (* 4. Dezember 1688 in Wasserburg; † 6. Dezember 1751 in Göllnitz), verheiratet 1708 mit Sigismund Wilhelm von Maltitz (* 1680 in Tauche; † 15. Mai 1723 in Tauche), Hauptmann und Commissarius des Kreises Beeskow-Storkow.
1.1) Nicol Otto von Maltitz (* 13. Dezember 1712; † 16. Mai 1764 in Werben), Herr auf Tauche, Werben und Luckaitz. Königlich preußischer Hauptmann a. D. des Infanterieregiments von Glasenapp (Nr. 1) unter Generalfeldmarschall Christoph Wilhelm von Kalckstein, seine Ehefrau war Anna Eleonore von Langen (* 27. August 1726 in Wasserburg; † 27. Dezember 1796 in Drebkau)
1) Heinrich Wilhelm von Langenn (* 1698), Herr auf Birkholz, vermählt mit Margarete von Oppen
1) Otto Ernst von Langen (* 1723; † 1771), Herr auf Stradow, kgl. poln. u. kgl. sächsischer Hauptmann; vermählt mit I. Friedrike Luise von Steinkeller-Krügersdorff

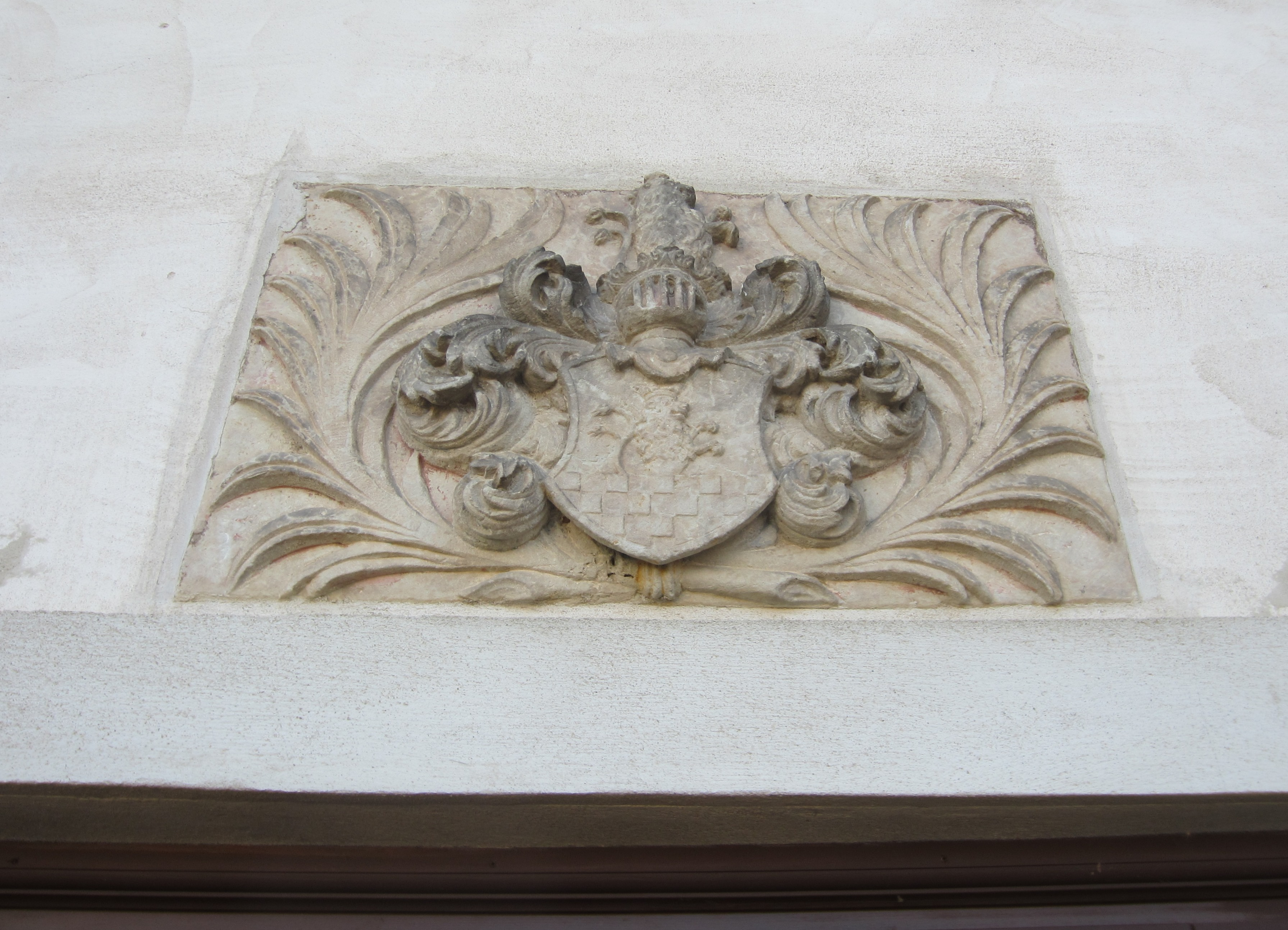
Wappen des Caspar Sigismund sen. von Langen Dorfkirche Bornsdorf

2) (I) Caspar Sigismund von Langenn (* 7. Februar 1695 in Löschen; † 27. Oktober 1743 in Bornsdorf), verehelicht am 5. Januar 1724 in Werben mit Anna Eleonore von Stutterheim (* 24. November 1696 in Werben; † 9. März 1750)
1) Kasper Siegmund Wilhelm von Langenn (* um 1734; † 20. Februar 1797), verheiratet mit Johanna von Zeschau, seit 1776 Landesältester des Luckauischen Kreises, Herr auf Bornsdorf etc.
1) Gottlob Siegmund Wilhelm von Langenn (* 1767; † 1829), Herr auf Bornsdorf, Kammerherr, Ritter des Johanniterordens
2) Karl Kaspar von Langenn (* 1771; † 1848), Herr auf Bornsdorf, Leutnant d. sächs. Garde; verheiratet, I. mit Johanna Karoline von Hengewold, Sohn Karl Kaspar Johann von Langen; II. 1804 Henriette Albertine Emilie von Arnim-Fredenwalde, eine Tochter, Kinder: 
3) Rudolf Albrecht Alexander von Langen,
3) Arthur Otto Alexander von Langen, verheiratet mit Julie von Brochowsky (* 1794; † 1853), Sohn Anton Klemens Theodor von Langen
3) Eudoria von Langen, verheiratet mit Ludwig Schütz († um 1880)

## Von Langen-Steinkeller

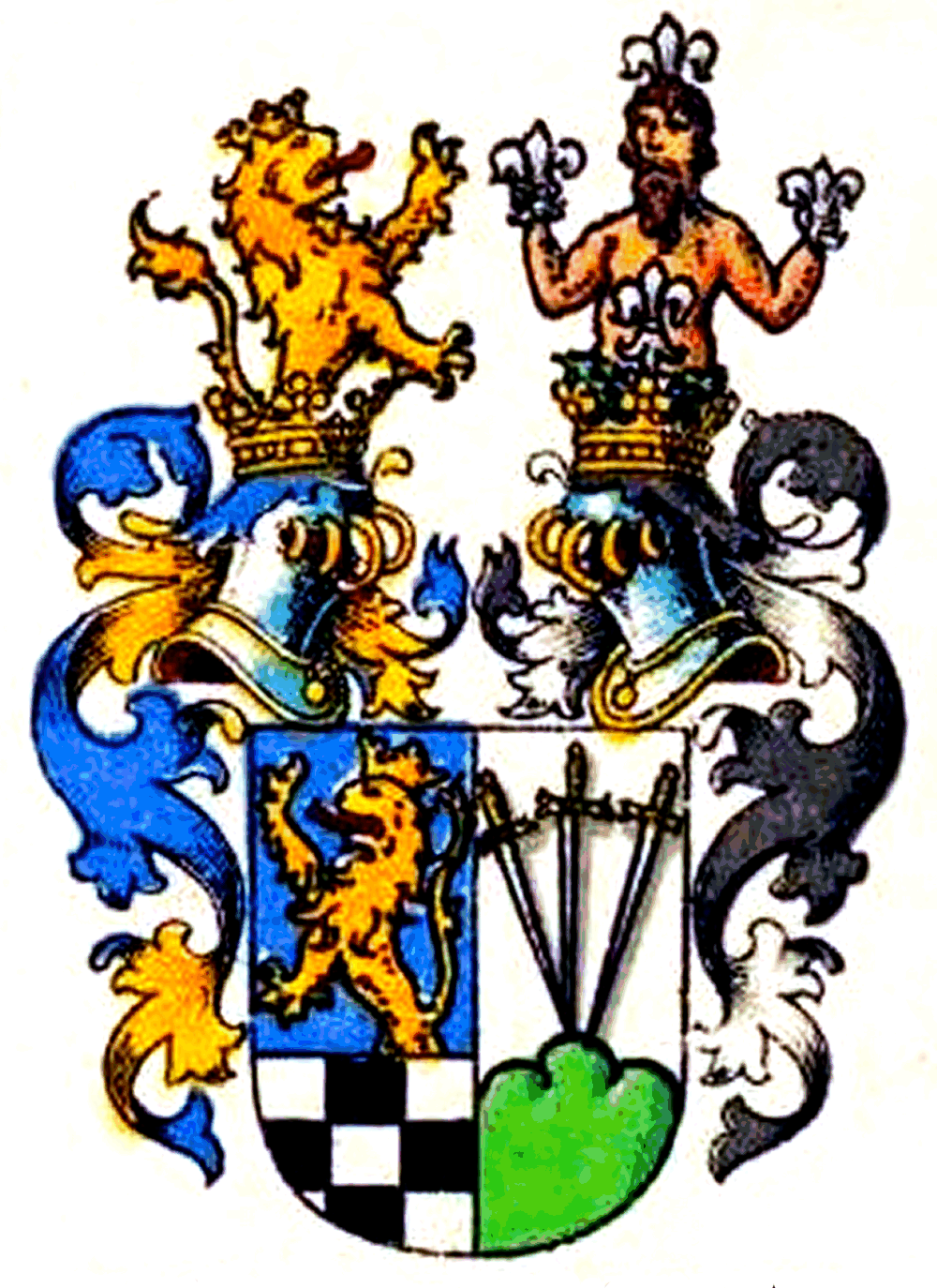
Wappen derer von Langenn-Steinkeller

Die von Langen, begütert auf Birkholz (Brzoza) und Wildenow im Kreis Friedeberg erhielten 1820 durch Namen- und Wappenvereinigung mit denen der neumärkischen uradeligen von Steinkeller den Namen von Langen-Steinkeller.

## Namensträger von Langen-Steinkeller
- Heinrich August Sigismund von Langen-Steinkeller (* 1788; † 1867), 1820 preußische Namen- und Wappenvereinigung mit denen von Steinkeller, Fideikommissherr auf Birkholz
- Ernst Heinrich von Langenn-Steinkeller (* 1820; † 1882), Sohn des Vorigen, Fideikommissbesitzer auf Birkholz, mit Schönfeld, Kreisdeputierter[31]
- Werner von Langenn-Steinkeller-Wildenow (* 1878; † 1945), auf Wildenow, Rittmeister a. D.[32][33]
- Ernst von Langenn-Steinkeller (* 1887; † 1943), auf Birkholz, Schönfeld, Crussow, Matschdorf, Rittmeister a. D.

## Namensträger Freiherren
- Freiherr Johann Anton von Lange und Münchehofe († 1752), Propst des Domstiftes zu Glogau
- Freiherr Josef Anton von Langen und Münchhofen († 1793), Domherr zu Breslau und Glogau[34]
- Freiherr Franz Carl von Lange und Münchehofe, königlich preußischer Ober-Acciseinspektor zu Breslau im Jahre 1837

## Andere Adelsfamilien von Langen
- Freiherren von Langen (Mecklenburg und Vorpommern)
- Langen (westfälische Adelsgeschlechter)